# Mels Crouwel
Willem Melchior (Mels) Crouwel (Amsterdam, 22 februari 1953) is een Nederlandse architect. 

## Leven en werk
Crouwel is een zoon van grafisch ontwerper en hoogleraar Wim Crouwel. Hij studeerde in 1978 af als bouwkundig ingenieur aan de Technische Universiteit Delft. Het jaar daarop richtte hij met Jan Benthem het bureau Benthem Crouwel Architekten in Amsterdam op. Crouwel en zijn bureau ontwierpen onder andere de Malietoren in Den Haag, het vernieuwde Anne Frank Huis in Amsterdam, de nieuwe Moerdijkbrug voor de HSL en het vernieuwde Stedelijk Museum in Amsterdam. Crouwel en zijn bureau ontvingen meerdere prijzen, waaronder de BNA-kubus, de Kunstpreis Berlijn, de Constructa Berlijn, de Benelux Aluminium prijs en de Nationale Staalprijs.
Vanaf 1 oktober 2004 tot 15 augustus 2008 was Crouwel rijksbouwmeester. In de functie van rijksbouwmeester verzette Crouwel zich tegen de verrommeling van het landschap, een verrommeling die onder andere veroorzaakt wordt door de aanleg van bedrijventerreinen langs de snelwegen.